# Fața Lăpușului
Fața Lăpușului falu Romániában, Erdélyben, Fehér megyében.

## Fekvése
Lepus közelében fekvő település.

## Története
Faţa Lăpuşului korábban Lepus része volt. 1956 körül külön vált, ekkor 148 lakosa volt. 1966-ban 190, 1977-ben 161, 1992-ben 144, 2002-ben pedig 138 román lakosa volt.